# Marjan Zakalnycki
Marjan Ihorowycz Zakalnycki (ukr. Мар'ян Ігорович Закальницький, ur. 19 sierpnia 1994 w Wierzchni w rejonie kałuskim) – ukraiński lekkoatleta, chodziarz, mistrz Europy z 2018.
Jego największym sukcesem jest zwycięstwo w chodzie na 50 kilometrów na mistrzostwach Europy w 2018 w Berlinie.

## Osiągnięcia
| Rok  | Impreza                                | Miejsce    | Konkurencja   | Lokata      | Wynik   | Źródło |
| ---- | -------------------------------------- | ---------- | ------------- | ----------- | ------- | ------ |
| 2016 | Drużynowe mistrzostwa świata w chodzie | Rzym       | chód na 50 km | 28. miejsce | 4:13:24 | [ 3 ]  |
| 2017 | Puchar Europy w chodzie                | Podiebrady | chód na 50 km | 6. miejsce  | 3:53:50 | [ 4 ]  |
| 2017 | Mistrzostwa świata                     | Londyn     | chód na 50 km | 26. miejsce | 3:57:29 | [ 5 ]  |
| 2018 | Drużynowe mistrzostwa świata w chodzie | Taicang    | chód na 50 km | 4. miejsce  | 3:44:59 | [ 6 ]  |
| 2018 | Mistrzostwa Europy                     | Berlin     | chód na 50 km | 1. miejsce  | 3:46:32 | [ 7 ]  |
| 2019 | Mistrzostwa świata                     | Doha       | chód na 50 km | 9. miejsce  | 4:12:28 | [ 8 ]  |
| 2021 | Igrzyska olimpijskie                   | Tokio      | chód na 50 km | 25. miejsce | 4:02:53 | [ 9 ]  |
| 2022 | Mistrzostwa Europy                     | Monachium  | chód na 35 km | 11. miejsce | 2:39:06 |        |
| 2023 | Drużynowe mistrzostwa Europy w chodzie | Podiebrady | chód na 20 km | 14. miejsce | 1:24:27 |        |
| 2024 | Drużynowe mistrzostwa świata w chodzie | Antalya    | chód na 20 km | 39. miejsce | 1:23:47 |        |
| 2025 | Drużynowe mistrzostwa Europy w chodzie | Podiebrady | chód na 20 km | 28. miejsce | 1:26:49 |        |

## Rekordy życiowe
- chód na 10 kilometrów – 44:30 (20 października 2012, Iwano-Frankiwsk)
- chód na 20 kilometrów – 1:21:56 (16 lutego 2020, Antalya)
- chód na 35 kilometrów – 2:34:56 (12 marca 2017, Iwano-Frankiwsk)
- chód na 50 kilometrów – 3:44:59 (5 maja 2018, Taicang)[1][2]